# Thymianá
Thymianá (Thymiana) är en ort i Grekland.   Den ligger i prefekturen Chios och regionen Nordegeiska öarna, i den östra delen av landet, 210 km öster om huvudstaden Aten. Thymianá ligger 36 meter över havet och antalet invånare är 1 566. Den ligger på ön Chios.
Terrängen runt Thymianá är kuperad västerut, men österut är den platt. Havet är nära Thymianá åt sydost. Närmaste större samhälle är Chios, 5,9 km norr om Thymianá. 